# Dartmouth (Massachusetts)
Dartmouth – miejscowość w USA, w stanie Massachusetts, w hrabstwie Bristol.